# Harvey (Australië)
Harvey is een plaats in de regio South West in West-Australië. Het ligt 140 kilometer ten zuiden van Perth en 46 kilometer ten noordoosten van Bunbury. Harvey telde 3.462 inwoners in 2021.

## Geschiedenis
Voor de kolonisatie bewoonden dertien sociologische taalgroepen het zuidwesten van Australië. Samen vormden ze de Nyungah Aborigines. Bij de eerste kolonisten stonden ze bekend als de Bibbulmun. Het woord Bibbulmun betekent "vele borsten". De naam werd vermoedelijk geïnspireerd door de vruchtbaarheid van de regio of het aantal vrouwen en kinderen in de zeventig subgroepen.

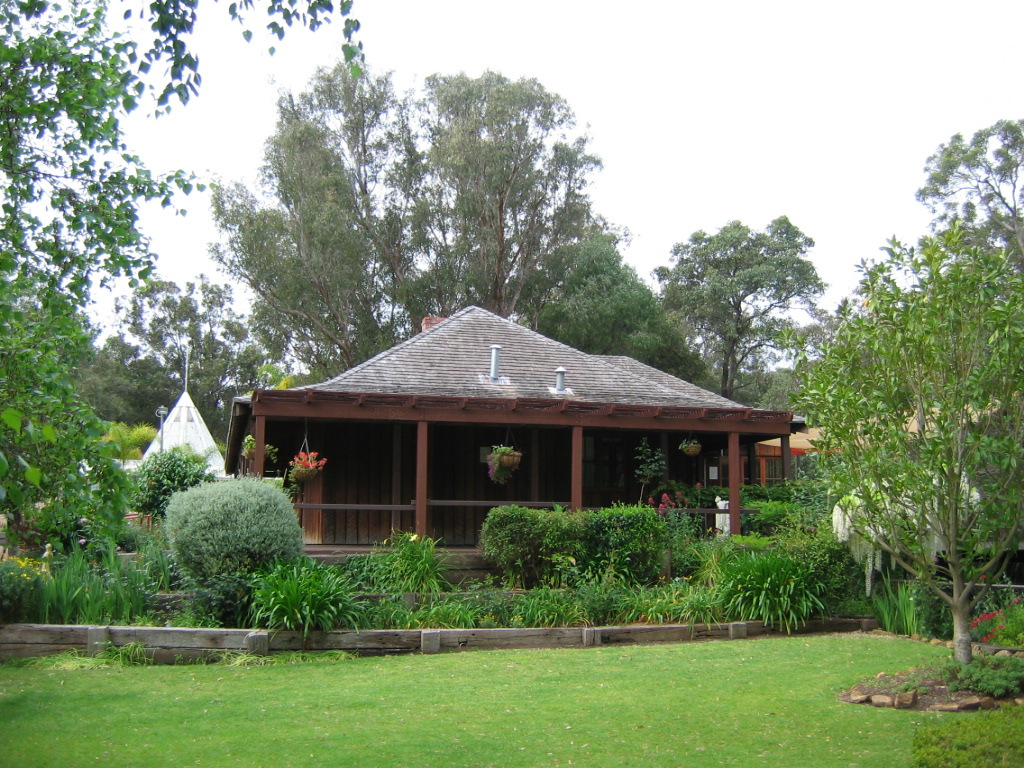
Replica Stirlings The Hut

In 1829 kreeg James Stirling, de latere gouverneur van West-Australië, 52 km² grondgebied, bekend als Wellington Location 50A, in de regio toegewezen. Hij noemde het de Harvey River Settlement naar de rivier Harvey. Stirlings enige verandering aan het grondgebied was het optrekken van een jachtverblijf. Het stond bij de kolonisten bekend als The Hut. Vanaf de jaren 1840 vestigden de eerste kolonisten zich in de regio. Nieuwe kolonisten kwamen toe via Australind. Ook vanuit Pinjarra zakte men zuidwaarts af naar het vruchtbare stroomgebied van de Harvey en de andere rivieren en stromen in de regio.
In 1863 werd een weg tussen Pinjarra en Brunswick Junction goedgekeurd. Deze werd tussen 1864 en 1876 aangelegd door gevangenen. Tegenwoordig maakt de weg deel uit van de South Western Highway. In 1893 werd de South Western Railway tussen Perth en Bunbury geopend. Private investeerders ontwikkelden het plaatsje Harvey rond een nieuw spoorwegstation. Fruit, groenten en vee konden nu makkelijker en sneller naar de steden en havens vervoerd worden. In 1898 telde Harvey 66 mannelijke en 27 vrouwelijke inwoners. In oktober van dat jaar bouwde Alexander Thomas Smith Harvey's eerste hotel, het Korijekup Hotel, op het lot waar vandaag het Harvey Hotel staat.
De administratie viel aanvankelijk onder Bunbury. Vanaf februari 1895 kreeg het district een eigen bestuur, de Brunswick Roads Board. Nadat de Harvey rivier werd afgeleid en er duizenden hectare vruchtbare grond werden beschermd tegen winterse overstromingen groeide Harvey en werd het centrum van het district. De Harvey Road Board werd de nieuwe naam. De Harvey Road Board vroeg het officialiseren van het plaatsje aan in 1926 maar daar zou pas in 1938 worden op ingegaan.
Verder irrigatiewerken verbeterden de landbouwgronden in de streek. In 1916 werd de Harvey waterkering gebouwd. De Stirling Dam werd afgewerkt in 1947. Harvey werd een belangrijk landbouwcentrum voor de vee-, zuivel- en fruitindustrie. Op het einde van de 20e eeuw verschoof het zwaartepunt van de streek terug naar Australind. Gepensioneerden investeerden in de kuststreek. In 2006 vroeg EG Green & Sons bescherming tegen haar schuldeisers aan. Het bedrijf had een aandeel van 90% in de export van West-Australisch rundvlees en was sinds 1919 eigenaar van het merk Harvey Beef. Een consortium investeerders kocht EG Green & Sons en hernoemde het Harvey Industries.

## Toerisme
Achter het 'Harvey Visitor Centre' staat een replica van de Stirling Cottage (The Hut). In het toerismekantoor kan men verder nog informatie verkrijgen over onder meer:
- Harvey Historical Museum, een streekmuseum gevestigd in het oude spoorwegstation van Harvey, de geschiedenis van het district Harvey wordt er behandeld
- Big Tree, een jarrahboom die 32 meter hoog is en een omtrek van 10 meter heeft
- Harvey River Diversion, Stirling Dam, Harvey Dam en het Harvey Amphitheatre, plaatsen met barbecues, picknicktafels, wandelpaden en toiletten
- Italian Internment Shrine, een schrijn dat door Italiaanse krijgsgevangenen tijdens de Tweede Wereldoorlog werd opgericht, in 1992 werd er een kapel rond gebouwd.[8]

## Transport
Harvey ligt langs de South Western Highway en de South Western Railway. De Australind-treindienst van Transwa, tussen Perth en Bunbury, doet Harvey enkele keren per dag aan.

## Klimaat
Harvey kent een warm mediterraan klimaat, Csa volgens de klimaatclassificatie van Köppen. De  jaarlijkse gemiddelde temperatuur bedraagt er 16,7 °C en er valt jaarlijks gemiddeld 906 mm neerslag.
| Maand                                  | jan  | feb  | mrt  | apr  | mei   | jun   | jul   | aug   | sep   | okt  | nov  | dec  | Jaar  |
| -------------------------------------- | ---- | ---- | ---- | ---- | ----- | ----- | ----- | ----- | ----- | ---- | ---- | ---- | ----- |
| Gemiddeld maximum (°C)                 | 31,1 | 31,3 | 29,4 | 24,8 | 21,4  | 18,4  | 17,2  | 17,7  | 18,5  | 21,4 | 25,2 | 28,6 | 23,7  |
| Gemiddeld minimum (°C)                 | 15,7 | 16,0 | 14,9 | 12,5 | 10,5  | 8,3   | 7,3   | 7,7   | 8,5   | 9,7  | 11,9 | 13,5 | 11,4  |
|                                        |      |      |      |      |       |       |       |       |       |      |      |      |       |
| Neerslag (mm)                          | 12,4 | 10,2 | 13,9 | 47,3 | 121,1 | 147,3 | 154,1 | 137,2 | 121,4 | 47,6 | 38,6 | 17,8 | 868,9 |
| Regendagen (dag)                       | 1,7  | 1,4  | 2,1  | 6,2  | 10,2  | 12,5  | 14,8  | 14,1  | 14,3  | 7,2  | 5,2  | 2,4  | 92,1  |
| Bron: Australian Bureau of Meteorology |      |      |      |      |       |       |       |       |       |      |      |      |       |

Acton Park · Alexandra Bridge · Allanson · Augusta · Balingup · Benger · Binningup · Boyanup · Boyup Brook · Bramley · Bridgetown · Brookhampton · Brunswick Junction · Bunbury · Burekup· Busselton · Capel · Carbunup River · Chowerup · Collie · Cookernup · Cowaramup · Cundinup · Dardanup · Deanmill · Dingup · Dinninup · Donnelly River · Donnybrook · Dunsborough · Elgin · Ferguson · Forest Grove · Forrest Beach · Gnarabup · Gracetown · Greenbushes · Harvey · Hester · Jardee · Jarrahwood · Karridale · Kirup · Kudardup · Kulikup · Ludlow · Manjimup · Margaret River · Mayanup · Metricup · Mullalyup · Myalup · Nannup · Northcliffe · Nyamup · Pemberton · Peppermint Grove Beach · Prevelly · Quindalup · Quinninup · Roelands · Rosa Brook · Shotts · Stratham · Uduc · Vasse · Walpole · Waterloo · Wilga · Windy Harbour · Witchcliffe · Wilyabrup · Wokalup · Wonnerup · Worsley · Yallingup · Yalup Brook · Yarloop · Yoongarillup · Yornup